# Phytoliriomyza longipennis
Phytoliriomyza longipennis är en tvåvingeart som beskrevs av Spencer 1964. Phytoliriomyza longipennis ingår i släktet Phytoliriomyza och familjen minerarflugor. Inga underarter finns listade i Catalogue of Life.